# Sistema Penitenciário Federal

O  Sistema Penitenciário Federal é o conjunto de unidades federais de execução penal, que são subordinadas ao Departamento Penitenciário Nacional (Depen) do Ministério da Justiça, com previsão no artigo 72, parágrafo único, da Lei de Execução Penal, nº 7.210, de 11 de julho de 1984; e no artigo 3º da Lei dos Crimes Hediondos, nº 8.072, de 25 de julho de 1990.

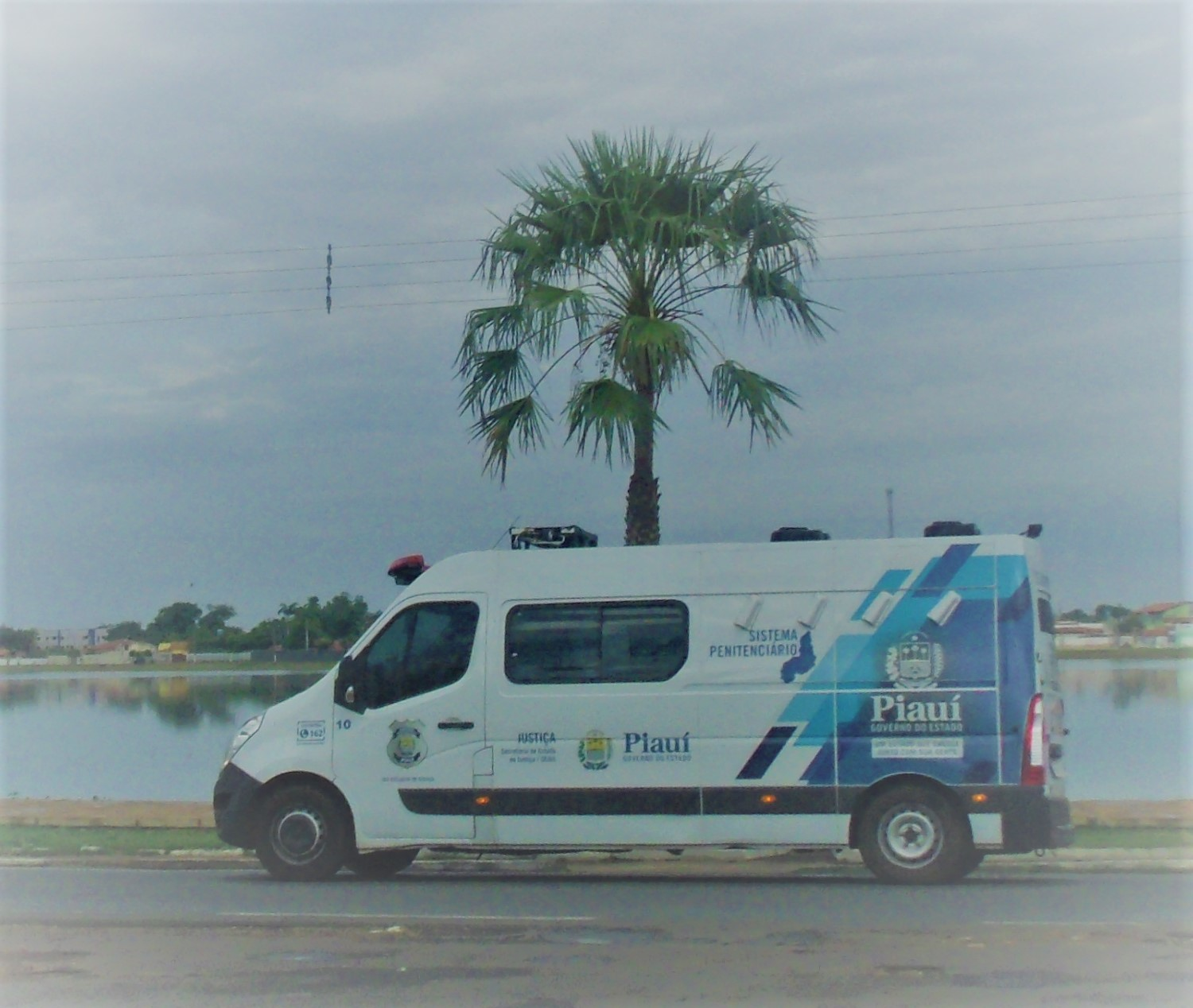
Veículo do órgão na BR-343.

Apesar de ter previsão na Lei de Execução Penal (1984) e na Lei dos Crimes Hediondos (1990), o Sistema Penitenciário Federal foi anunciado em 2003, pelo presidente Lula, mas somente foi implementado em 2006, quando foi inaugurada a unidade de Catanduvas. As unidades federais de execução penal foram construídas para admitirem presos, condenados ou provisórios, de alta periculosidade.
O regime de execução penal foi regulamentado inicialmente pela Resolução nº 502 do Conselho da Justiça Federal, de 9 de maio de 2006, que tinha vigência prevista de 1 (um) ano. Posteriormente, o regime de execução penal foi regulamentado pelo Regulamento Penitenciário Federal, aprovado pelo Decreto nº 6.049, de 27 de fevereiro de 2007.
A Diretoria do Sistema Penitenciário Federal é a responsável pela gestão do Sistema Penitenciário Federal e tem na sua estrutura a Coordenação-Geral de Classificação, Movimentação e Segurança Penitenciária; Coordenação-Geral de Assistência nas Penitenciárias; Coordenação-Geral de Inteligência Penitenciária; e as Penitenciárias Federais.
As penitenciárias federais do Brasil, cada uma com capacidade para 208 presos, apresentam o que há de mais moderno no sistema de vigilância em presídios, como equipamentos que identificam drogas e explosivos nas roupas dos visitantes, detectores de metais, câmeras escondidas, sensores de presença, entre outras tecnologias. Cada preso é confinado em celas individuais, sendo monitorado 24 horas por dia, por um circuito de câmeras em tempo real.

## Presídios federais
Inicialmente foi prevista a construção de 05 (cinco) estabelecimentos prisionais no Brasil e, recentemente, em 2017, foi anunciada a construção de mais 05 (cinco) unidades prisionais federais, porém, quatro ainda não tem locais definidos:
- Penitenciária Federal de Catanduvas - Paraná (inaugurada em 23 de junho de 2006)
- Penitenciária Federal de Campo Grande - Mato Grosso do Sul (inaugurada em 21 de dezembro de 2006)
- Penitenciária Federal de Porto Velho - Rondônia (inaugurada em 19 de junho de 2009)
- Penitenciária Federal de Mossoró - Rio Grande do Norte (inaugurada dia 3 de julho de 2009)
- Penitenciária Federal de Brasília - Distrito Federal (inaugurada em 2018)[9]
- Penitenciária Federal de Charqueadas - Rio Grande do Sul (construção prevista)[10]

## Regime
O regime adotado nas unidades federais de execução penal é o de total confinamento por 24 horas diárias, sendo 2 horas destinadas ao banho de sol, conforme previsto na Lei de Execução Penal (artigo 52, inciso IV).
O detalhamento do regime de execução penal está previsto no Regulamento Penitenciário Federal, aprovado pelo Decreto nº 6.049, de 27 de fevereiro de 2007.

## Segurança
Os Agentes Federais de Execução Penal passam por uma rigorosa seleção, feita por meio de concurso público, com capacitação teórica e prática promovida pela Escola Nacional de Serviços Penais (ESPEN). O Governo Federal é o responsável pelo treinamento, remuneração e a concessão de equipamentos aos agentes.

## Assistência
A assistência prevista na Lei de Execução Penal também é ofertada aos internos do Sistema Penitenciário Federal. A execução da assistência é realizada pelos especialistas e técnicos federais em assistência à execução penal, que também passam por uma rigorosa seleção, feita por meio de concurso público, com capacitação teórica e prática promovida pela ESPEN. O Governo Federal é o responsável pelo treinamento, remuneração e a concessão de equipamentos aos especialistas e técnicos.

## Números positivos
Nunca houve rebelião ou entrada de celulares no Sistema Penitenciário Federal, porém no dia 14/02/2024 ocorreu a primeira fuga da história no Penitenciária Federal de Mossoró.